# Ptychogena aurea
Ptychogena aurea är en nässeldjursart som beskrevs av Ernst Vanhöffen 1912. Ptychogena aurea ingår i släktet Ptychogena och familjen Laodiceidae. Inga underarter finns listade i Catalogue of Life.